# Bench (Sprache)
Bench (Bencnon, auch Gimira, was als abwertend empfunden wird) ist eine nordomotische Sprache der Gimojan-Untergruppe und wird von etwa 174.000 Menschen (Stand 1998) in der Bench Maji Zone der Region der südlichen Nationen, Nationalitäten und Völker, in Südäthiopien um die Städte Mizan Teferi und Shewa Gimira gesprochen. 
Es besitzt drei untereinander verständliche Dialekte: eigentliches Bench, She und Mer. Anders als die übrigen Sprachen der Gegend kennt es sechs Töne.

## Phonologie
Das Bench hat folgendes Konsonantensystem:
|            | Bilabiale | Bilabiale | Bilabiale | Koronale | Koronale | Koronale | Palatoalveolare | Palatoalveolare | Retroflexe | Retroflexe | Velare | Velare | Velare | Glottale |
| ---------- | --------- | --------- | --------- | -------- | -------- | -------- | --------------- | --------------- | ---------- | ---------- | ------ | ------ | ------ | -------- |
| Plosive    | p         | b         | pʹ        | t        | d        | tʹ       |                 |                 |            |            | k      | ɡ      | kʹ     | ʔ        |
| Affrikate  |           |           |           | ʦ        |          | ʦʹ       | ʧ               | ʧʹ              | tʂ         | tʂʹ        |        |        |        |          |
| Frikativ   |           |           |           | s        | z        |          | ʃ               | ʒ               | ʂ          | ʐ          |        |        |        | h        |
| Halbvokale |           |           |           |          |          |          | j               | j               |            |            |        |        |        |          |
| Nasale     | m         | m         | m         | n        | n        | n        |                 |                 |            |            |        |        |        |          |
| Liquide    |           |           |           | l, r     | l, r     | l, r     |                 |                 |            |            |        |        |        |          |

Sie können alle palatalisiert auftreten, allerdings nur vor a, weshalb man ya auch als sechsten vokalischen Laut ansehen kann. Labialisierte Konsonanten (+ w) sind für p, b, s, g, und ʔ belegt, aber ihr lautlicher Status ist unklar; sie treten nur nach /i/ auf.
Das Phonem /p/ hat zwei unbedingte Allophone, [ph] und [f]; /j/ hat das Allophon [w] vor hinteren Vokalen.
Die Vokale des Bench sind a, e, i, o, u.
Es gibt sechs Töne, wovon fünf, mit dem tiefsten beginnend, als 1 bis 5 bezeichnet werden. Der sechste ist ein steigender Ton von 2 nach 3.
Die Silbenstruktur ist (C)V(C)(C)(C) + Ton oder (C)N(C), wobei C für einen beliebigen Konsonanten, V für einen beliebigen Vokal und N für einen beliebigen Nasal steht. CC-Gruppen bestehen aus einem Dauerlaut, gefolgt von einem Plosiv, Frikativ oder einer Affrikate; in CCC-Gruppen muss der erste Konsonant /r/, /y/, /m/, /p/ oder /p’/ sein, der zweite entweder /n/ oder ein stimmloser Frikativ und der dritte /t/ oder /k/.